# Total Nonstop Action Wrestling
Total Nonstop Action wrestling, zkráceně TNA, je profesionální wrestlingová společnost založená v roce 2002 Jeffem a Jerrym Jarrettem.   V roce 2002, Panda Energy International koupila hlavní podíl v TNA . Společnost sídlí v Orlandu na Floridě, její obchodní společnost TNA Entertainment, LLC působí v Nashvillu v Tennessee. Společnost dříve nesla název "NWA Total Nonstop Activion" - v době svého vzniku patřila do National Wrestling Alliance (NWA). Společnost se osamostnila až v roce 2004. TNA je výjimečná používáním šestihranného ringu oproti stereotypnímu čtyřhrannému ringu, které používají jiné wrestlingové společnosti. 

## Historie

### Vznik
Pojem TNA vznikla krátce po skončení World Championship Wrestling (WCW) v roce 2001.World Wrestling Federation (WWF), zůstala jediná wrestlingová federace na americké státní televizi - WWF koupila WCW v březnu 2001 a Extreme Championship Wrestling ohlásila bankrot v dubnu 2001. Lidé měli pocit, že tato situace vedla mnoho televizních stanic, aby se na wrestling dívali jako na špatný business. A proto se Jarrettovi rozhodli založit konkurenční federaci po názvem TNA. 19. červen 2002 se konal první TNA zápas.

### TNA Impact!
TNA začal vysílání TNA Impact! Dne 4. červen 2004 na Fox Sports Net a to brzy nahradilo týdenního PPV jako primární vysílání TNA. Měsíční vysílání se staly hlavním zdrojem příjmů. Spike TV zajistila TNA vysílací čas a nahradila Fox Sports Net. 1. října 2005 byl odvysílán první díl TNA Impact! na Spike TV. 4. října 2007 byla TNA Impact! rozšířena o dvě hodiny. 15. února 2010 TNA dohodla novou dohodu s Spike TV, která by se zajišťovala vysílací čas z noci na pondělí. První epizoda se konala 8. března 2010. Později se však ukázalo, že TNA Impact! nemůže konkurovat WWE Raw a tak bylo vysílání přesunuto zpět na čtvrtek.

## X Division

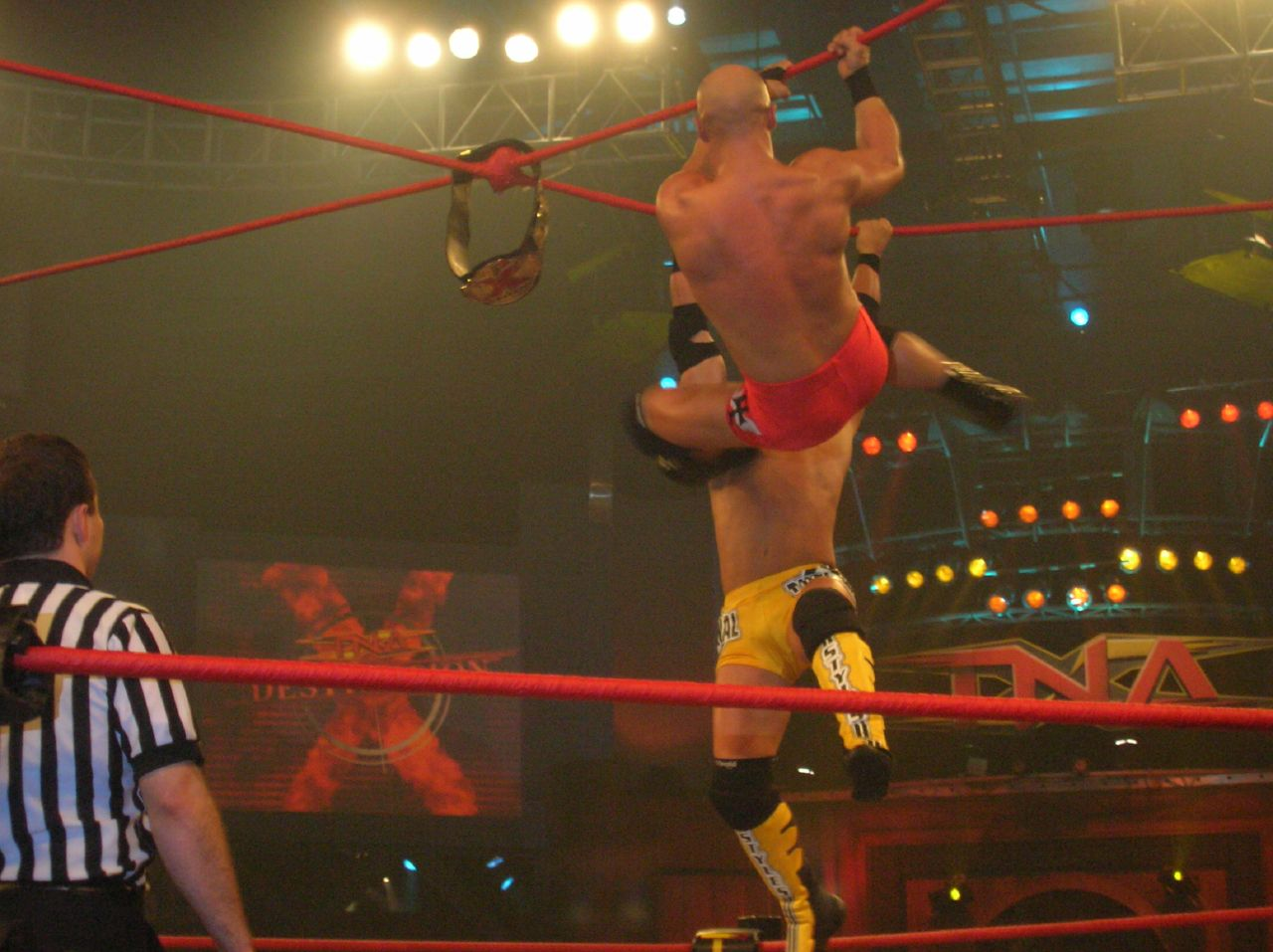
AJ Styles a Christopher Daniels soupeří v Ultimate X Matchi o X Division Championship

Velmi atleticky náročný rizikový styl wrestlingu se stal jedním z rysů WCW a ECW v pozdní 1990. Spíše než zdůrazňovat skutečnost, že většina zápasníků, kteří vykonávají tento styl spadají pod 220 liber (100 kg), kterou nazvali Lehká těžká divize, TNA se rozhodla zdůraznit se ve vysoce rizikové povaze, že ten to styl začali mnoho wrestlerů podporovat. Neexistuje žádný maximální hmotnostní limit pro X Division, i když v praxi nejvíce zápasníků v této divizi byli super lehké váhy kromě Samoa Joe a Kurta Anglela a dalších výjimek. Chtěli ještě více zdůraznit tento bod a vyšli se sloganem "Toto není o váhových limitech, toto není vůbec o limitech". X Divize je obecně považována za jednu z hlavních atrakcí TNA.

## Tituly
| Současné Tituly                           |
| ----------------------------------------- |
| TNA World Championship                    |
| TNA X Division Championship               |
| TNA Digital Media Championship            |
| TNA World Tag Team Championship           |
| TNA Knockouts World Championship          |
| TNA Knockouts World Tag Team Championship |